# بولونگا
بولونگا شهری در شهرستان بورزانگا در استان بام در بورکینافاسوی شمالی است و جمعیت آن ۲۲۹۶ نفر است.